# Benedictus Deus

Wappen Papst Benedikts XII.

Nach ihren Anfangsworten Benedictus Deus (lat. Gott der Gepriesene) heißt eine Bulle von Papst Benedikt XII. aus dem Jahre 1336, in der die bis heute gültige Glaubenslehre der römisch-katholischen Kirche über die visio beatifica, die Gottesschau der Seelen nach dem Tode, definiert und dogmatisiert wurde.
Die Bulle gilt als ex cathedra erlassen, mithin als unfehlbare Lehre (vgl. Unfehlbarkeit). Der Papst klärte mit dieser Entscheidung eine Lehrunsicherheit, die sein Vorgänger Johannes XXII. ausgelöst hatte, indem dieser eine ältere (und durch die Bulle als überholt festgestellte) Vorstellung in einigen Predigten bekundete. Auf dem Sterbebett leistete dieser Papst nach dem Zeugnis seines Nachfolgers hingegen einen Widerruf. Papst Johannes XXII. bevorzugte die Deutung, dass die Seelen der Verstorbenen bis zur Wiederkunft Christi „unter dem Altare“ (der menschlichen Natur Jesu) ruhten. Benedictus Deus hingegen legte fest, dass die Seelen der in der Gnade Christi gestorbenen Menschen sofort der beseligenden Anschauung Gottes teilhaftig seien. Sofern zur Reinigung der von den zeitlichen Sündenfolgen noch das Fegefeuer zu durchmessen sei, bedeutete dies zuvor noch eine Art Leidenszeit.  Nur die außerhalb der Gnade Christi, etwa durch eine nicht bereute Todsünde, verharrenden Seelen seien der Verdammnis überantwortet.